# Oscar Vaca
Óscar Edmundo Vaca Ortega (San Ignacio de Moxos, Beni, 30 de octubre de 1988) es un futbolista boliviano que juega como defensa en Aurora de la Primera División de Bolivia.

## Trayectoria
Debutó en Primera en el equipo Club Aurora en Bolivia en el 2013. A fines de mayo del 2015, Aurora invitó a Quilmes a Bolivia a jugar un amistoso con motivo de su aniversario. Vaca tuvo una actuación destacada en dicho partido y fue tentado por la dirigencia de Quilmes para probar sus cualidades en el fútbol argentino. No pudo sumar minutos, y al año siguiente, volvió al fútbol boliviano.
El 4 de junio de 2017 se consagró campeón con el Club Aurora de la Copa Simón Bolívar 2016-17 logrando el ascenso a la Primera División de Bolivia.
El 30 de junio de 2017 fue presentado como nuevo jugador del Wilstermann de la Primera División de Bolivia.

## Clubes
| Club                   | País      | Año               |
| ---------------------- | --------- | ----------------- |
| Aurora                 | Bolivia   | 2013 - 2015       |
| Quilmes                | Argentina | 2015              |
| Aurora                 | Bolivia   | 2016 - 2017       |
| Jorge Wilstermann      | Bolivia   | 2017 - 2020       |
| Nacional Potosí        | Bolivia   | 2021              |
| Universitario de Vinto | Bolivia   | 2022              |
| Aurora                 | Bolivia   | 2023 - Actualidad |

## Palmarés

### Títulos nacionales
| Título             | Club              | País    | Año           |
| ------------------ | ----------------- | ------- | ------------- |
| Copa Simón Bolívar | Aurora            | Bolivia | 2016/17       |
| Primera División   | Jorge Wilstermann | Bolivia | Apertura 2018 |
| Primera División   | Jorge Wilstermann | Bolivia | Clausura 2019 |